# Ceraon gracilis
Ceraon gracilis är en insektsart som beskrevs av Goding. Ceraon gracilis ingår i släktet Ceraon och familjen hornstritar. Inga underarter finns listade i Catalogue of Life.